# Serraca conspicuata
Serraca conspicuata là một loài bướm đêm trong họ Geometridae.